# Severonis spongiarum
 (septembre 2024).
Severonis, Severonidae
Famille
Genre
Espèce
Severonis spongiarum, unique représentant du genre Severonis et de la famille des Severonidae, est une espèce de Ciliés de la classe des Phyllopharyngea.

## Étymologie
Le nom Severonis, dont l'étymologie est inconnue.

## Description
Severonis spongiarum a une taille petite (< 80 µm). Son trophonte est globulaire à ellipsoïde. Il vit attaché au substrat par une protubérance corporelle ou un « bouton » basal. Il possède des tentacules capitées, uniformément répartis sur la surface apicale. Son essaim est doté d'une étroite ceinture ciliaire équatoriale. Son macronoyau est ellipsoïde. Il n'y a été observé ni micronoyau, ni vacuole contractile.

## Habitat
Severonis spongiarum vit en milieu marin comme ectocommensal sur des éponges .

## Systématique
Le nom valide de ce taxon est Severonis spongiarum Jankowski, 1981.